# HomePod
HomePod — розумна колонка розроблена Apple Inc. HomePod була розроблена для роботи зі передплатною службою Apple Music. Її продавали до припинення виробництва 12 березня 2021 року, залишивши у продажу меншу версію HomePod Mini.
HomePod був представлений 5 червня 2017 року на Apple Worldwide Developers Conference, пізніше його випуск було перенесено з грудня 2017 року на початок 2018 року. Apple почала приймати попередні замовлення 26 січня 2018 року і офіційно випустила його 9 лютого того ж року. Він охоплює технологію BeamForming та вісім динаміків і продавався в двох кольорах: білому та космічно-сірому.
HomePod отримав неоднозначні відгуки: його хвалили за дизайн і якість звуку в порівнянні з іншими колонками такої ж цінової категорії, але критикували за відсутність сторонньої підтримки і високу ціну в порівнянні з іншими розумними колонками. Крім того, було виявлено, що силіконова основа на нижній частині пристрою іноді пошкоджує дерев'яні поверхні. Станом на серпень 2018 року було продано приблизно від 1 до 3 мільйонів одиниць HomePod.

## Огляд

### Технічні характеристики
HomePod має округлу циліндричну форму та невеликий сенсорний екран у верхній частині. Він має сім високочастотних динаміків у своїй основі і чотиридюймовий низькочастотний динамік (Apple не вказує діапазон частот у Гц) у верхній частині, а також шість мікрофонів, які використовуються для голосового керування та акустичної оптимізації. Системою на кристалі є Apple A8, яку Apple раніше використовувала в Apple TV HD, iPod touch (6-го покоління), iPad mini 4 та iPhone 6/6 Plus.
Siri можна використовувати для керування динаміком та іншими пристроями HomeKit, а також текстовими повідомленнями та голосовими дзвінками з iPhone. HomePod в основному підтримує власні платформи та технології Apple, включаючи Apple Music, покупки в iTunes Store і Match, подкасти iTunes, радіо Beats 1 і AirPlay (з обмеженою підтримкою сторонніх послуг інтернет-радіо iHeartRadio, Radio.com і TuneIn з осені 2019 року), тоді як для початкового налаштування потрібен пристрій на iOS 11. HomePod може слугувати звуковою панеллю в домашній розважальній системі, якщо вибрати її через Apple TV. HomePod офіційно не підтримує аудіовхід з джерел Bluetooth. Ендрю Фаден розробив рішення, яке він називає «BabelPod», щоб дозволити лінійний вхід і підключення через Bluetooth до HomePod за допомогою Raspberry Pi.
AirPlay 2 і багатокімнатна підтримка кількох динаміків були анонсовані в лютому 2018 року та випущені у вересні 2018 року в iOS 12 разом із додатковими функціями, такими як кілька іменованих таймерів, Find my iPhone, ярлики Siri, можливість здійснювати, отримувати та відображати телефонні дзвінки безпосередньо на HomePod, а також можливість шукати пісні за текстами. Спочатку HomePod не підтримував можливість використання пристрою кількома користувачами, але зрештою підтримка кількох користувачів була додана з випуском iOS 13.2.
Оновлення програмного забезпечення 13.4, випущене в березні 2020 року, оновило ОС з кодової бази iOS до системи на базі tvOS.
Викиди парникових газів для виробництва, очікуваного використання та переробки HomePod оцінюються в 146 кг CO2e.

### Оцінки
HomePod отримав неоднозначні відгуки. У огляді від The Verge було позитивно оцінено автоматичну систему акустичного калібрування HomePod і було висунуто думку, що вона звучить «помітно насиченіше та повніше», ніж такі конкуренти, як Sonos One (описаний як «трохи порожній») і Google Home Max (описаний як «важкий басовий безлад»). У огляді від Ars Technica зазначено, що якість звуку HomePod була «досить гарною, насиченою та повною для свого розміру, кращою, ніж у Sonos One, але, ймовірно, не на 150 доларів, [і] на галактика попереду Echo».
Відсутність підтримки сторонніх сервісів і платформ критикували, а Ars Technica стверджувала, що це надає пристрою «сильну негнучкість». Siri на HomePod також критикували за обмежену функціональність у порівнянні з такими помічниками, як Alexa і Google Assistant; The Verge звернув увагу, крім інших обмежень, на неможливість здійснювати телефонні дзвінки з колонки (їх потрібно робити на iPhone і передавати на HomePod), встановлювати кілька таймерів одночасно або розрізняти кілька голосів і підтримувати лише основні команди під час використання AirPlay. Замість кількох таймерів можна використовувати кілька нагадувань, хоча і з меншою точністю, ніж таймер. Усі ці проблеми були виправлені в iOS 12, випущеній 17 вересня 2018 року.
The Verge дав HomePod оцінку 7,5 з 10, написавши, що він «робить більше для того, щоб музика звучала краще, ніж будь-яка інша колонка такого роду коли-небудь раніше», але що споживачам варто розглянути інші варіанти, «якщо ви не живете повністю за стінами саду Apple і віддавайте перевагу якості звуку перед усім іншим». Wired поділився подібною критикою з приводу відсутності функціональності Siri та підтримки сторонніх служб, дійшовши висновку, що HomePod буде мало цікавий для тих, хто не вкладає значних коштів у програмну та апаратну екосистему Apple.
Деякі власники повідомляли, що силіконова основа HomePod пофарбувала промаслені дерев'яні поверхні білим «кільцем». Хоча Apple стверджує, що «будь-яка колонка із силіконовою основою, що амортизує вібрації, залишає м'які сліди при розміщенні на деяких дерев'яних поверхнях», і що сліди з часом «покращаться» самі по собі, Стюарт Майлз (засновник британського технологічного блогу «Pocket-lint») повідомив, що, за його досвідом, пляма з'явилося всього через 20 хвилин використання на дерев'яній поверхні, і що йому довелося відшліфувати і знову змастити поверхню, щоб видалити її. Джон Грубер розкритикував Apple за цю аномалію, зауваживши, що він ніколи раніше не бачив, щоб продукт Apple пошкоджував поверхні таким чином, і що це «здається, проблема, яку слід було виявити протягом періоду, коли HomePod широко тестувався вдома багатьма співробітниками Apple».

### Продажі
За оцінками Strategy Analytics, у першому кварталі 2018 року було продано близько 600 000 HomePods, що зробило Apple четвертим найпродаванішим брендом розумних колонок після Amazon, Google і Alibaba, що дало Apple 6 % ринку в галузі. Згідно зі звітом Consumer Intelligence Research Partners, HomePod також займає 6 % ринку в Сполучених Штатах, і в другому кварталі 2018 року було продано приблизно 700 000 одиниць по всьому світу. Також у другому кварталі 2018 року Strategy Analytics підрахувала, що продажі HomePod перевершили усі розумні колонки, які коштують понад 200 доларів, що дало Apple 70 % ринку розумних колонок преміум-класу. Станом на середину 2018 року було продано близько 3 мільйонів одиниць HomePod. Продажі зросли на 45 % у четвертому кварталі 2018 року, Apple продала 1,6 млн одиниць у цьому кварталі. У квітні 2019 року Apple знизила ціну до 299 доларів США. У березні 2021 року ціна була знижена до 279 фунтів стерлінгів.

### Термін служби продукту
12 березня 2021 року Apple оголосила, що припиняє випуск оригінального HomePod, залишаючи у продажі HomePod Mini. У заяві Apple зазначили, що «HomePod Mini став хітом з моменту презентації минулої осені, пропонуючи клієнтам дивовижний звук, розумного помічника та керування розумним будинком всього за 99 доларів. Ми зосереджуємо свої зусилля на HomePod mini. Ми припиняємо випуск оригінального HomePod, він залишатиметься доступним, поки вистачає запасів, у інтернетмагазині Apple, роздрібних магазинах Apple і авторизованих торгових посередників Apple. Apple надаватиме клієнтам HomePod оновлення програмного забезпечення, а також сервіс і підтримку через Apple Care.»